# محافظ خواهرم (فیلم)
محافظ خواهرم (به انگلیسی: My sisters keeper) که در ایران با نام به خاطر خواهرم نیز منتشر شده، یک فیلم درام، محصول ۲۰۰۹ به کارگردان نیک کاساوتس و با بازیگر کامرون دیاز، ابیگیل برسلین، الک بالدوین و جیسون پاتریک است. این فیلم بر اساس رمانی با همین نام (نگهبان خواهر من) نوشته جودی پیکولت ساخته شده‌است.
این فیلم در ژوئن سال ۲۰۰۹ در کشور آمریکا، کانادا، ایرلند، مکزیک و انگلیس منتشر شد.

## داستان
آنا دختر ۱۱ ساله ای است که خواهرش مبتلا به سرطان خون است. پدر و مادر وی می‌خواهند کلیه آنا را به کیت پیوند بزنند. در این راستا مشکلاتی به وجود می‌آید، آنا از این کار سر باز می‌زند و خانواده دچار تنش می‌شود…